# Мелеузівська сільська рада
Мелеу́зівська сільська рада (рос. Мелеузовский сельский совет) — муніципальне утворення у складі Мелеузівського району Башкортостану, Росія. Адміністративний центр — присілок Каран.

## Населення
Населення — 2545 осіб (2019, 2467 в 2010, 1940 в 2002).

## Склад
До складу поселення входять такі населені пункти:
| Населений пункт          | Населення, осіб (2002) | Населення, осіб (2010) |
| ------------------------ | ---------------------- | ---------------------- |
| Айтуган, присілок        | 82                     | 107                    |
| Каран, присілок          | 328                    | 377                    |
| Кузьминське, присілок    | 181                    | 225                    |
| Кутушево, присілок       | 439                    | 490                    |
| Маломукачево, присілок   | 160                    | 193                    |
| Роз'їзда Каран, присілок | 23                     | 33                     |
| Розсвіт, присілок        | 220                    | 214                    |
| Сарлак, присілок         | 214                    | 334                    |
| Там'ян, присілок         | 223                    | 353                    |
| Ташликуль, присілок      | 70                     | 141                    |